# Abdilatif Abdalla
Abdilatif Abdalla (Mombasa, 1946) es un escritor y político keniano.

## Biografía
Fue consejero en Mombasa y tras publicar un folleto crítico con el gobierno fue acusado de sedición y estuvo encarcelado entre 1969 y 1972, posteriormente trabajó en la Universidad de Dar er Salaam (1972-1979) y colaboró en la redacción de un diccionario de suajili. Trabajó en el servicio de suajili de la BBC (1979-1985) y ha sido profesor de suajili en Londres y Leipzig.

## Obras
- Utenzi wa maisha ya Adamu na Hawaa (1971)
- Sauti ya Dhiki (1973)